# FIAT
FIAT (Fabbrica Italiana Automobili Torino) é uma das marcas da Stellantis, um dos maiores fabricantes de automóveis do mundo, com sede mundial na cidade de Turim, norte da Itália. A empresa Fiat Automobiles S.p.A. foi formada em janeiro de 2007, quando a Fiat reorganizou seus negócios automotivos, e traça a sua história de volta a 1899, quando o primeiro Fiat foi produzido. Tem entre seus acionistas célebres a Igreja Católica.

## História

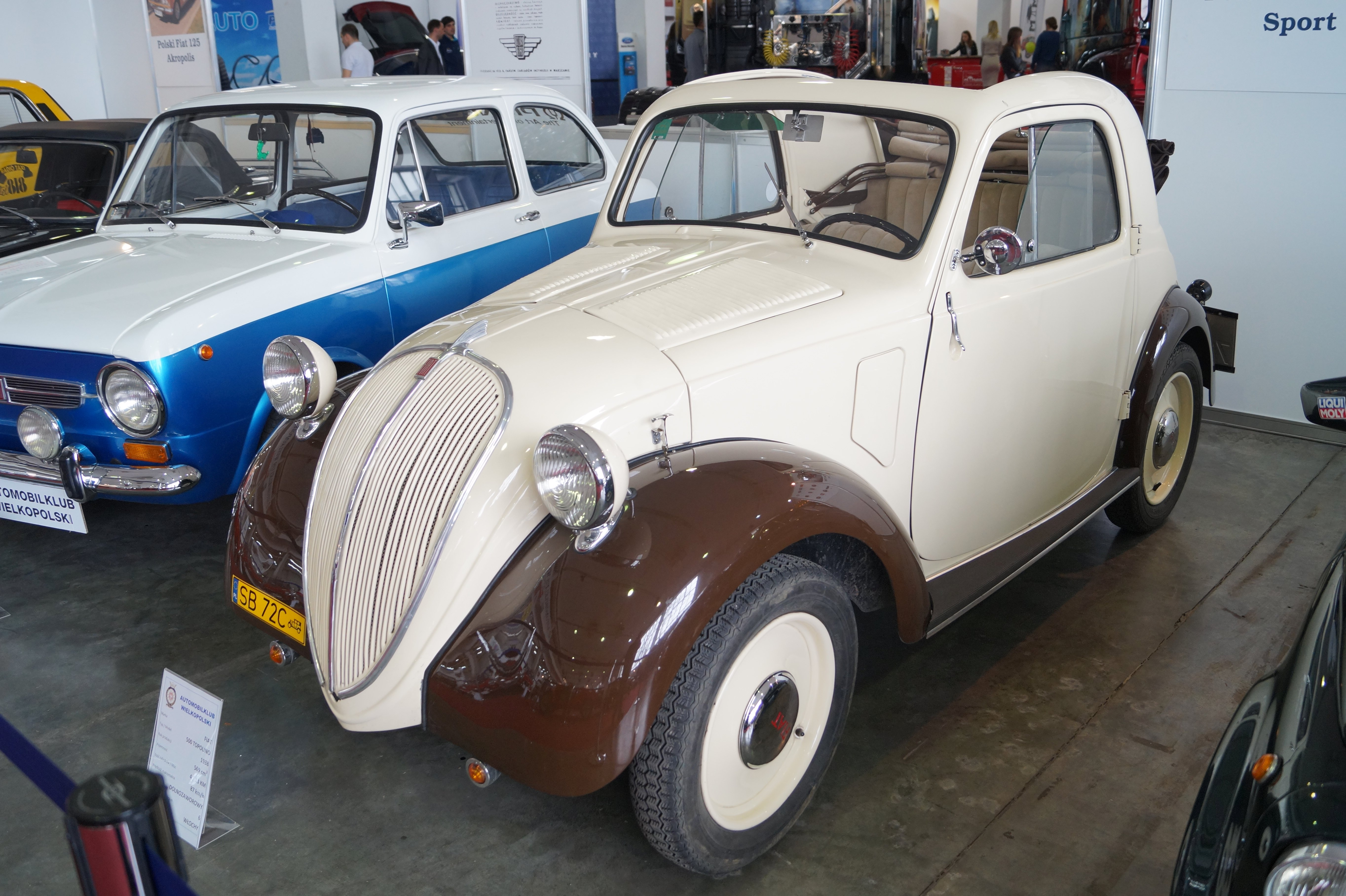
Fiat Topolino

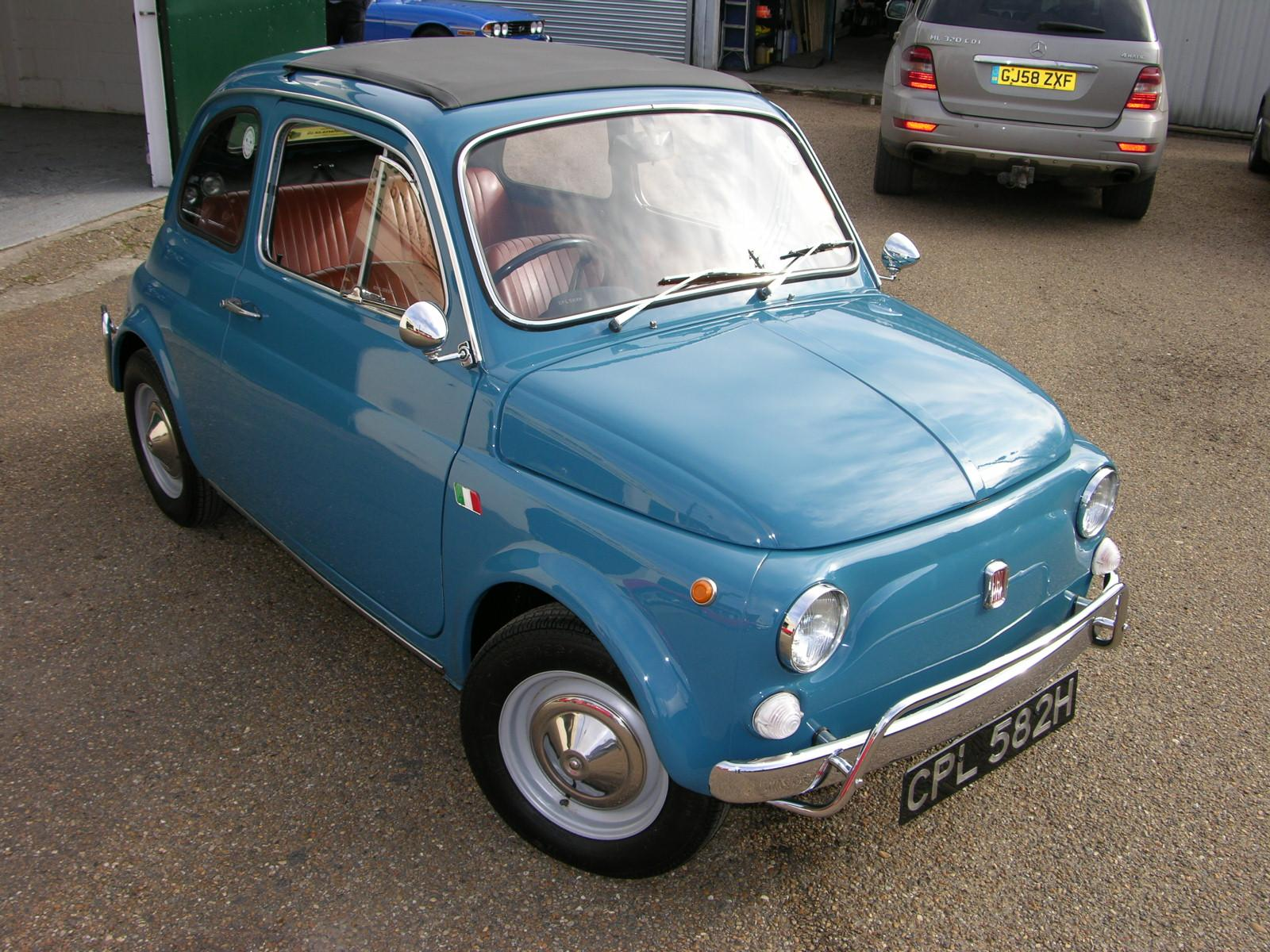
Fiat 500

FIAT é um acrônimo de Fabbrica Italiana Automobili Torino ("Fábrica Italiana Automobilística de Turim" em português), mas também pode significar "faça-se" em Latim. A empresa foi fundada por Giovanni Agnelli, em 11 de julho de 1899. Após a Primeira Guerra Mundial, a empresa com apoio do governo começou a investir em diversas áreas, como o mercado de jato, tratores, trens e construção. Gianni Agnelli, neto de Giovanni Agnelli, chefiou a FIAT de 1966 até sua morte em janeiro de 2003, quando foi sucedido por seu irmão Umberto Agnelli. Depois da morte de Umberto, em 2004, Luca Cordero di Montezemolo foi nomeado presidente da empresa, porém o herdeiro de Agnelli, John Elkann, tornou-se vice-presidente, com 28 anos. Outros membros da família Agnelli continuam na direção.
As atividades do grupo eram inicialmente centralizadas na fabricação de automóveis e de veículos industriais e agrícolas. Na primeira década do século XX já fabricava também locomotivas e, com o início da Primeira Guerra Mundial, passou a fabricar ambulâncias, metralhadoras e até motores para submarinos. Ao longo do tempo, diversificou suas atividades, e hoje o grupo atua em vários setores industriais e financeiros. O centro de suas atividades industriais está na Itália, porém atua através de subsidiárias em 61 países, com 1 063 unidades que empregam 223 000 pessoas, 111 mil das quais fora da Itália.
No Brasil, a Fiat foi líder de vendas por 13 anos, de 2003 a 2015. A empresa chegou ao país nos anos 1970, em uma estratégia de expansão comercial. O país era bem visto devido à possibilidade de expansão do mercado e facilidade para exportação para outros países. Além disso, agradava à cúpula da empresa italiana a ditadura militar que governava o Brasil.
Em abril de 2014, o Greenpeace lançou uma campanha pedindo à Fiat e às outras montadoras líderes em vendas que produzam carros no Brasil com a mesma eficiência energética dos veículos feitos na Europa, além de investirem em carros elétricos.
Mais recentemente, a montadora tem ampliado investimentos em plataformas sustentáveis e compartilhadas de carsharing, como na empresa Enjoy, que atua na Itália.

## Logotipo da Fiat
O primeiro logotipo era o nome da marca escrito. As iniciais FIAT foram usadas pela primeira vez na forma distintiva do logotipo em 1901. De 1904 a 1921 o emblema se torna uma forma oval revestida e o nome completo é removido. De 1921 a 1931 o logotipo evoluiu para um círculo decorado com folhas de louro, com as iniciais da marca, variando as cores ao longo do período. A partir de 1931, a empresa começou a usar um único escudo vermelho sem uma coroa de flores com as palavras alongadas. Em 1969 o logotipo "romboide" (como era conhecido internamente) foi introduzido, com as iniciais FIAT escritas em quatro losangos interconectados. O romboide foi introduzido lentamente durante o início da década de 1970, embora o emblema da FIAT mais antigo do tipo "coroa de louros" tenha sido usado para indicar modelos esportivos, como os modelos 124 Spider, 127 Sport, X1/ 9 e Abarth. Um novo símbolo corporativo baseado no logotipo romboide foi introduzido pela primeira vez em 1983 no Uno, que consistia em cinco barras de cromo inclinadas em um ângulo de 18 graus para espelhar o romboide, que geralmente aparecia em tamanho reduzido no canto da grade.
Em 1999, o logotipo em forma de coroa foi reintroduzido para comemorar o 100º aniversário da empresa. De 2000 a 2003, o antigo logo (romboide) foi colocado na parte traseira do produto e uma nova (que é uma reminiscência de 1929) apareceu na frente. Tinha formato redondo com as folhas de louro em volta e a cor azul de fundo para lembrar as cores dos logotipos vintage. Esse logotipo foi criado para celebrar os 100 anos da Fiat, e foi declarada uma "logo de transição". Em 26 de outubro de 2006, a direção decidiu mudar o logotipo de novo, a primeira colocação em 2007 foi no Fiat Bravo. O logotipo posterior lembra os utilizados pelo grupo a partir dos anos 1930 até os anos 1960, com a escrita FIAT em marfim e alongada, aparecendo em um fundo redondo vermelho cromo, os quais são sombreados em uma moldura em volta. O logotipo atual com a sigla Fiat localiza-se na parte traseira do produto enquanto o logotipo redondo na parte frontal. Poucos meses depois, durante a estreia da nova Fiat Strada em 2021, a marca lançou o "Fiat Flag", um logotipo secundário - inspirado no logotipo do emblema da frente de 1982 - para ser usado na marca e no painel frontal, ao lado do logotipo principal porém com as cores da bandeira italiana.
- 1904-1921
- 1921-1925
- 1925-1931
- 1931-1959
- 1959-1968
- 1968-1999
- 1999-2007 centenário
- 2007-2019
- 2019-Presente

## Fora da Itália

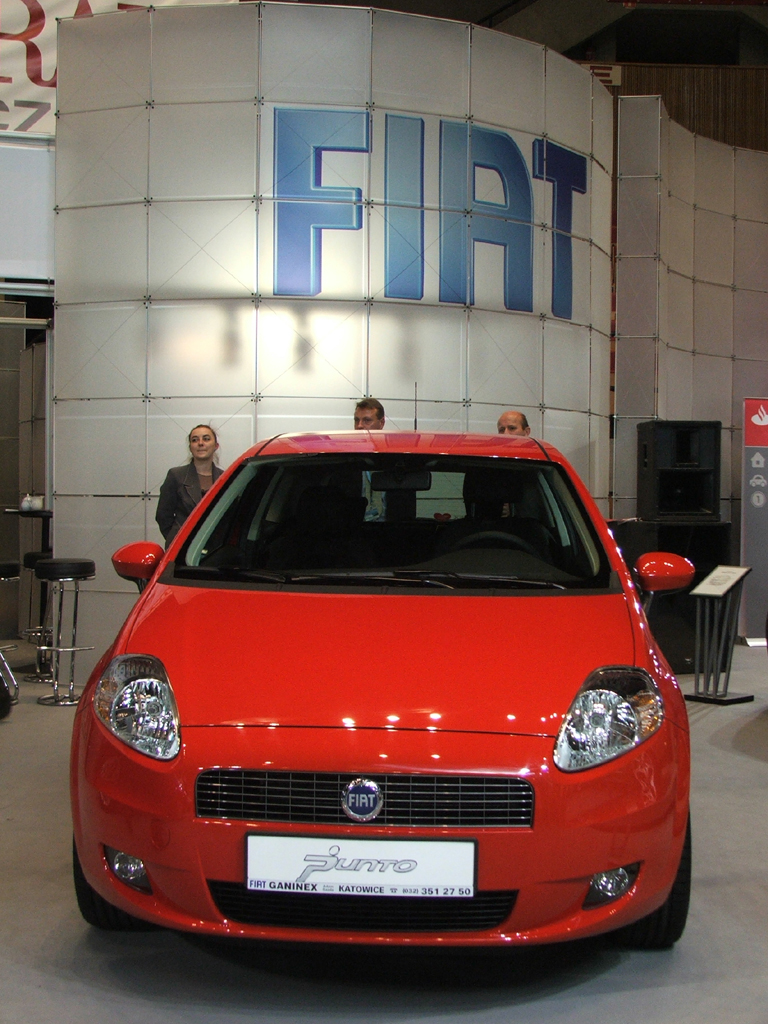
Fiat Grande Punto - Auto Moto Show, em Katowice, na Polónia, no ano de 2006.

A empresa está presente em diversos países. Foi uma das pioneiras na construção de fábricas no Leste Europeu, especialmente na antiga União Soviética, com fábricas em Vladivostok, Kiev e Togliattigrad. A empresa russa AutoVAZ (mais conhecida por Lada) é o exemplo mais conhecido. Possui hoje fábricas no Brasil, Turquia, China, Polónia, Argentina, África do Sul, México e Índia, onde produz modelos adaptados aos mercados locais e às vezes voltados à exportação, como a linha Palio. No Brasil, segundo o site da montadora, a FIAT está instalada desde 1976 em Betim, na Região Metropolitana de Belo Horizonte. A fábrica começou a ser construída em 1973, sendo inaugurada três anos depois. O primeiro veículo a sair de suas linhas de montagem foi o Fiat 147. Sua planta de Betim é a maior produtora de veículos do Grupo no mundo.
Nos Estados Unidos, porém, a marca Fiat teve pouco sucesso devido à fragilidade dos primeiros modelos, e o acrônimo "Fiat" tornou-se conhecido como "Fix It Again, Tony" (conserte-o de novo, Tony). Já as marcas Ferrari, Maserati, Lancia e Alfa Romeo, todas da FIAT, têm prestígio mundial. No Brasil, a marca FIAT começou a adquirir prestígio em meados de 1980 com o lançamento de carros populares como o Uno. Posteriormente, apresentou carros com qualidade e motores superiores, conquistando grande parte do mercado brasileiro de automóveis.

### Plataformas
Atualmente, a marca se utiliza das seguintes plataformas na construção de seus veículos:
178 Platform:
- 1996 Fiat Palio (aka Palio Fire)
- 1997 Fiat Palio Weekend
- 1997 Fiat Siena
- 1998 Fiat Strada

Mini Platfom:
- 2007 Fiat 500 (2007)
- 2011 Fiat Panda

A base anterior é utilizada no Brasil, em uma versão de custo reduzido, com modificações para suportar a má qualidade das estradas nos seguintes modelos:
- 2010 Fiat Uno
- 2011 Fiat Novo Palio
- 2012 Fiat Grand Siena
- 2001 Fiat Palio Sedan

SCCS platform (Small Common Components and Systems platform).
- 2005 Fiat Punto
- 2006 Fiat Linea
- 2007 Fiat Qubo
- 2010 Fiat Doblò
- 2012 Fiat 500L

C-Platform:
- 2007 Fiat Bravo

CUSW Platform (Compact U.S. Wide). Evolução da C-Platform, também é conhecida como C-Evo
- 2013 Fiat Ottimo
- 2013 Fiat Viaggio

## Modelos Fiat atualmente produzidos/vendidos no Brasil
- Fiat 500e - Icon Elétrico
- Fiat Mobi - Like 1.0 Flex e Trekking 1.0 Flex..
- Fiat Argo - 1.0 Flex; Drive 1.0 Flex; Drive 1.3 Flex CVT; Trekking 1.3 Flex; Trekking 1.3 Flex CVT.
- Fiat Strada - Endurance CS 1.3; Freedom CS 1.3; Freedom CD 1.3; Volcano CD 1.3; Volcano CD 1.3 CVT; Ultra CD T200 CVT e Ranch CD T200 CVT.
- Fiat Toro - Endurance 1.3 T270 16V AT6; Freedom 1.3 T270 16V AT6; Volcano 1.3 T270 16V AT6; Ultra 1.3 T270 16V AT6; Volcano 2.2 16V 4x4 AT9 Diesel e Ranch 2.2 16V 4x4 AT9 Diesel.
- Fiat Fiorino - 1.3 Flex Endurance.
- Fiat Cronos - Drive 1.0 Flex; Drive 1.3 Flex ; Drive 1.3 Flex CVT e Precision 1.3 Flex CVT.
- Fiat Ducato - Cargo 11,5M 2.2 Diesel; Maxicargo 13m 2.2 Diesel; Minibus Comfort 18L 2.2 Diesel e Minibus Luxo 16L 2.2 Diesel.
- Fiat Pulse - 1.3 Drive, 1.3 Drive CVT, 1.0 T200 CVT, Audace 1.0 T200 CVT Hibrido,  Impetus 1.0 T200 CVT Hibrido e Abarth 1.3 T270 AT6.
- Fiat Fastback - 1.0 T200 CVT, Audace 1.0 T200 CVT Hibrido,  Impetus 1.0 T200 CVT Hibrido, Limited 1.3 AT6 e Abarth 1.3 T270 AT6.
- Fiat Scudo - 2.2 Diesel Multi e 2.2 Diesel Cargo.
- Fiat E-Scudo - Elétrico Cargo.
- Fiat Titano - Endurance 2.2 Diesel; Volcano 2.2 Diesel AT9 e Ranch 2.2 Diesel AT9

## Modelos antigos produzidos no Brasil

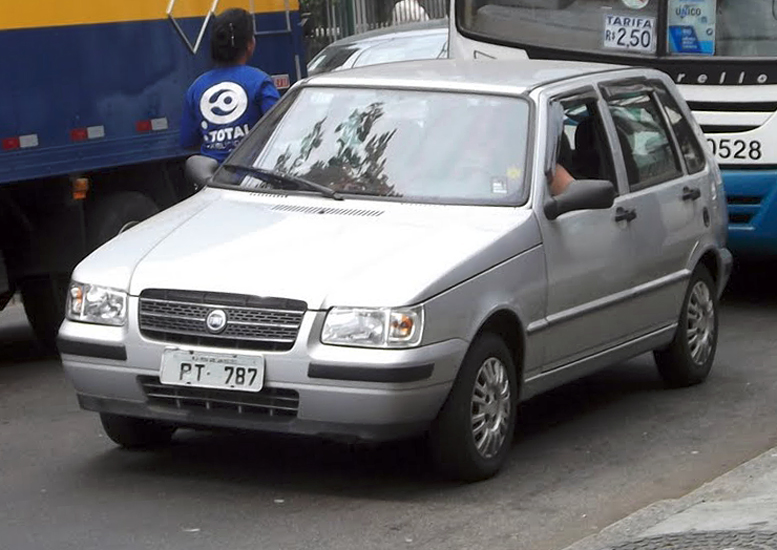
Fiat Uno Mille

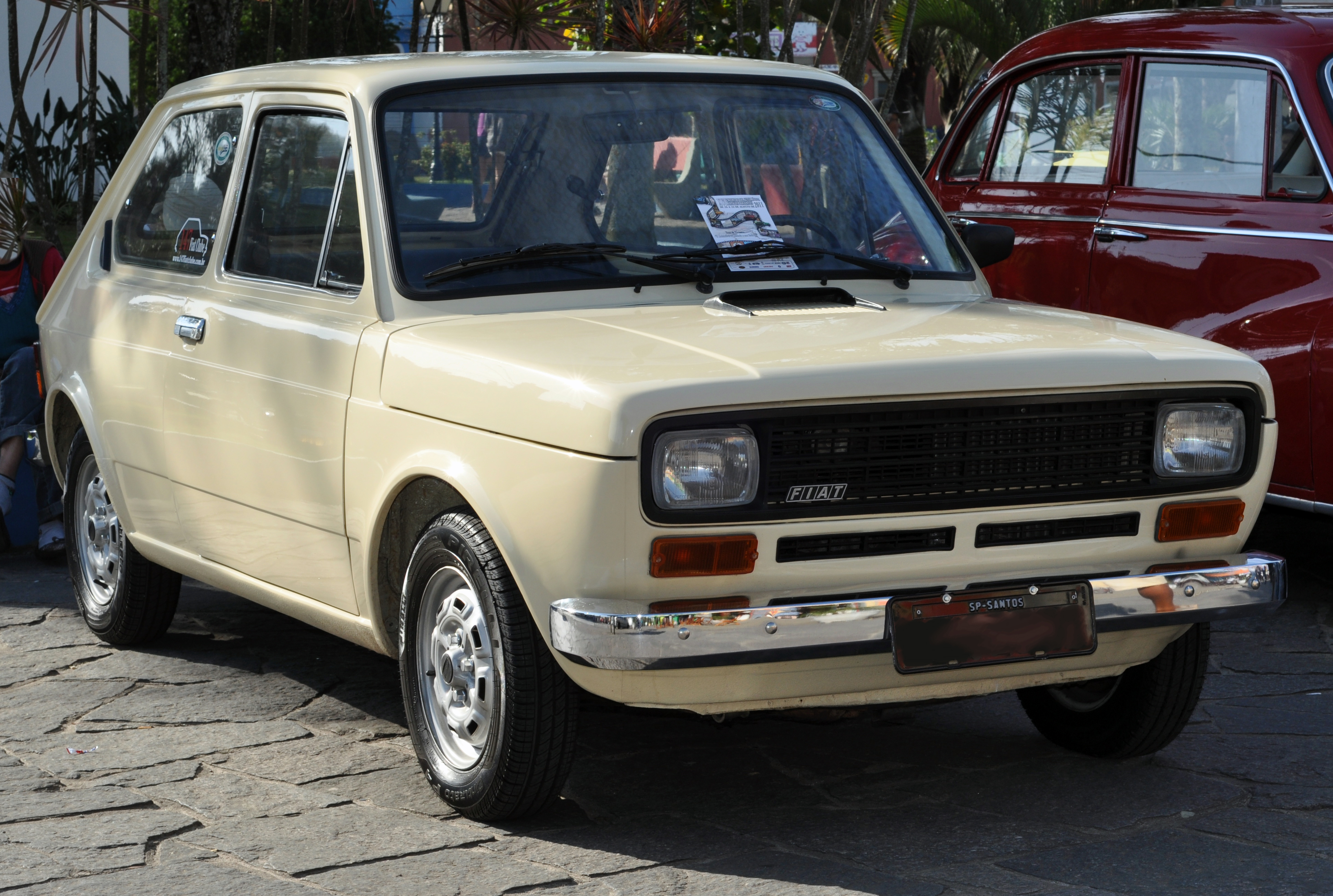
Fiat 147/127

- Fiat 147 - Primeiro carro a álcool fabricado em série em todo o mundo;
- Fiat 147 Fiorino - A primeira picape da Fiat;
- Fiat Elba - O segundo carro station wagon da Fiat;
- Fiat Marea - O carro de série mais rápido produzido no Brasil até 2007;
- Fiat Oggi - O primeiro carro sedã da Fiat;
- Fiat Tempra - Primeiro carro de luxo da Fiat e também o primeiro com motor multiválvulas (16 válvulas) no Brasil;
- Fiat Tipo - O hatchback do Tempra (o primeiro da Fiat);
- Fiat Prêmio - O segundo sedã da Fiat;
- Fiat Panorama - O primeiro carro weekend da Fiat;
- Fiat Uno Turbo i.e.- Primeiro carro turbo da Fiat;
- Fiat Stilo - O terceiro hatchback da Fiat, o primeiro veículo equipado com Dualogic;
- Fiat Spazio- O 147 Spazio é uma versão mais "luxuosa" do Fiat 147.  Essa versão foi produzida no Brasil entre o final de 1982 e 1984;
- Fiat Bravo- Vendido no Brasil apenas a segunda geração de 2010-2016;
- Fiat Brava- Vendido de 1999-2003.

## Recalls no Brasil
| Data de anúncio        | Problema                                  | Modelos afetados | Causa | Solução                                                                                        |
| ---------------------- | ----------------------------------------- | --- | --- | ---------------------------------------------------------------------------------------------- |
| 19 de setembro de 2014 | Dificuldade em engrenar a primeira marcha | Punto Essence (chassi 1194449 a 1296320) Idea Adventure e Sporting (chassi 2207059 a 2263214) Punto T-Jet (chassi 1194671 a 1295853) Doblò Adventure (chassi 1091042 a 1113929) Idea Adventure Dualogic e Essence (chassi 2207056 a 226323) Bravo Essence, Sporting e Absolute (chassi 9014646 a 9034364) | Óleo lubrificante da caixa de câmbio e componentes da primeira marcha em veículos com mais de 40 mil quilômetros rodados | Troca do óleo da caixa de câmbio, e em alguns modelos troca dos componentes da primeira marcha |